# Asplenium × ruscinonense
Asplenium × ruscinonense là một loài dương xỉ trong họ Aspleniaceae. Loài này được Nieschalk, Lovis & Reichst. mô tả khoa học đầu tiên năm 1981.
Danh pháp khoa học của loài này chưa được làm sáng tỏ. 